# Adelges abietis
Adelges abietis är en insektsart som först beskrevs av Carl von Linné 1758.  I den svenska databasen Dyntaxa används istället namnet Sacchiphantes abietis. Enligt Catalogue of Life ingår Adelges abietis i släktet Adelges och familjen barrlöss, men enligt Dyntaxa är tillhörigheten istället släktet Sacchiphantes och familjen barrlöss. Arten är reproducerande i Sverige. Inga underarter finns listade i Catalogue of Life.

## Bildgalleri

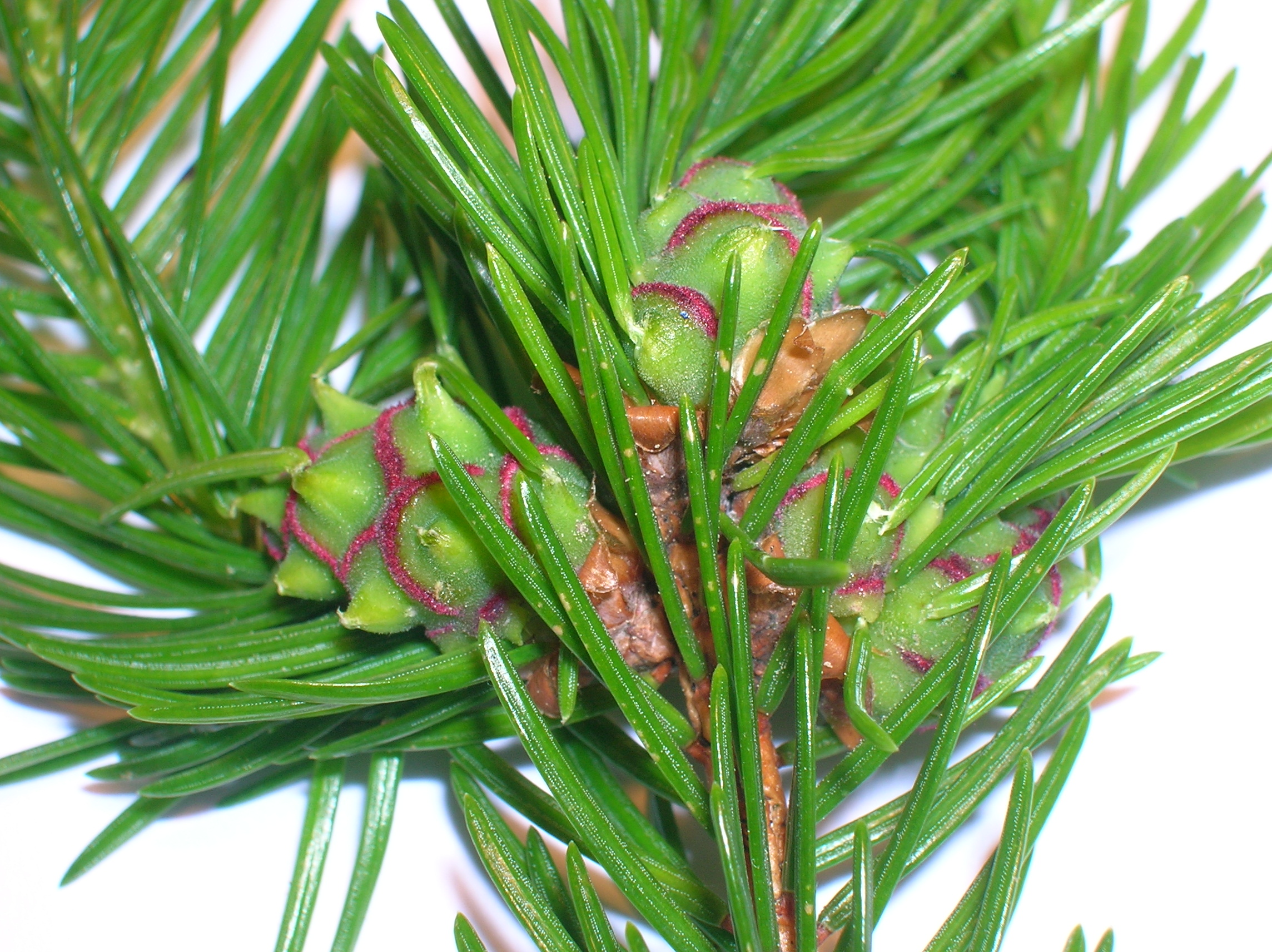
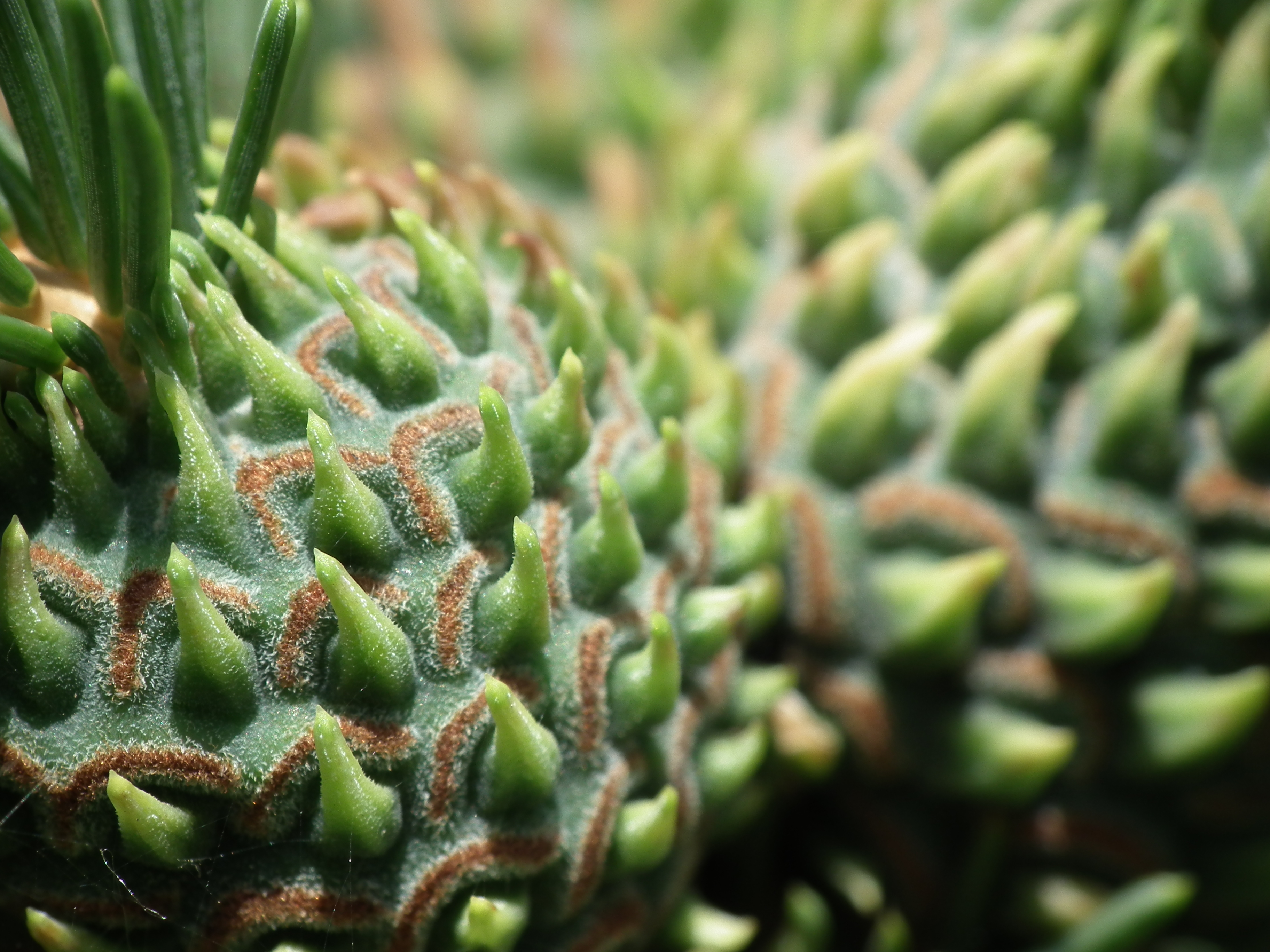
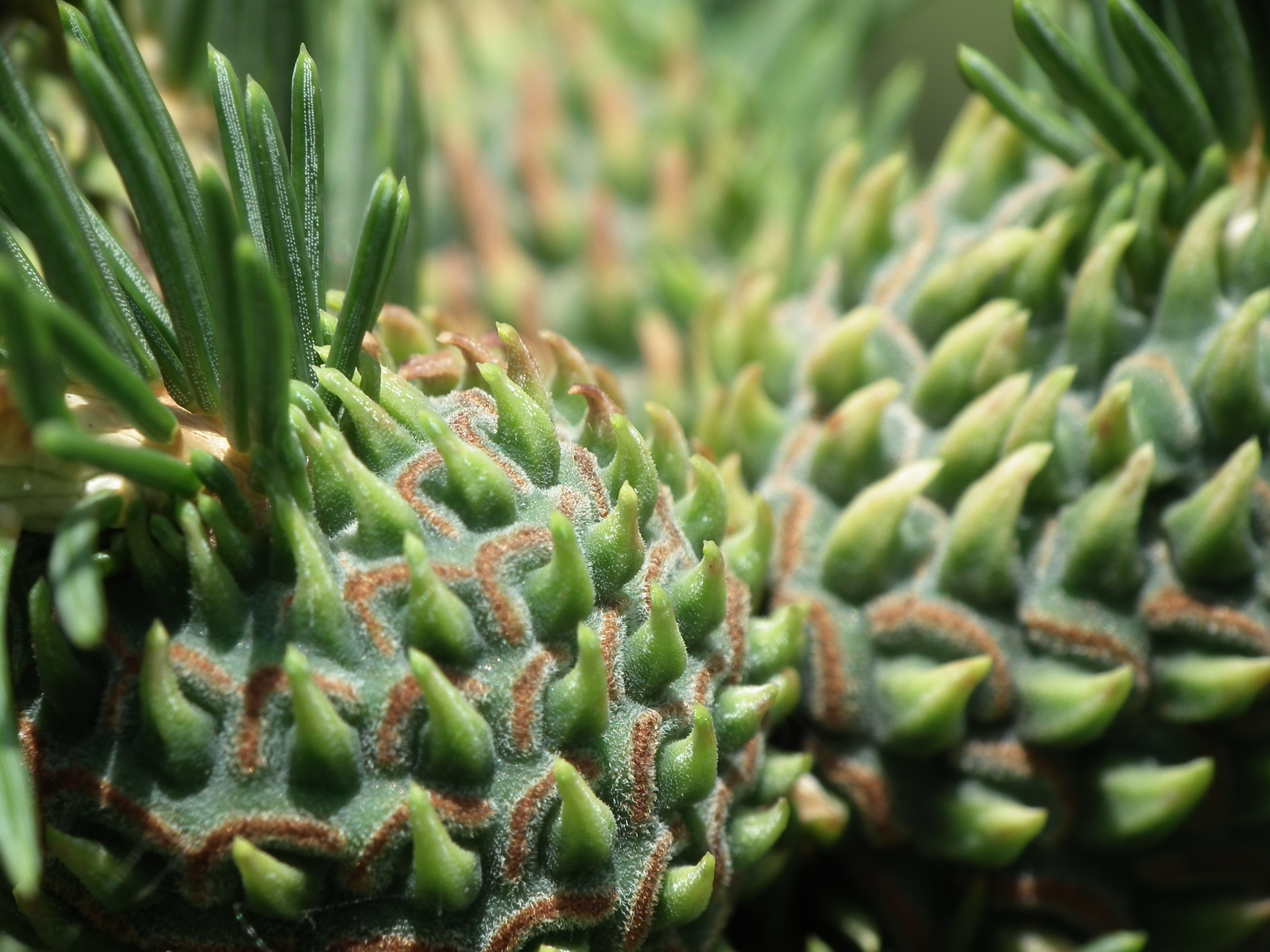
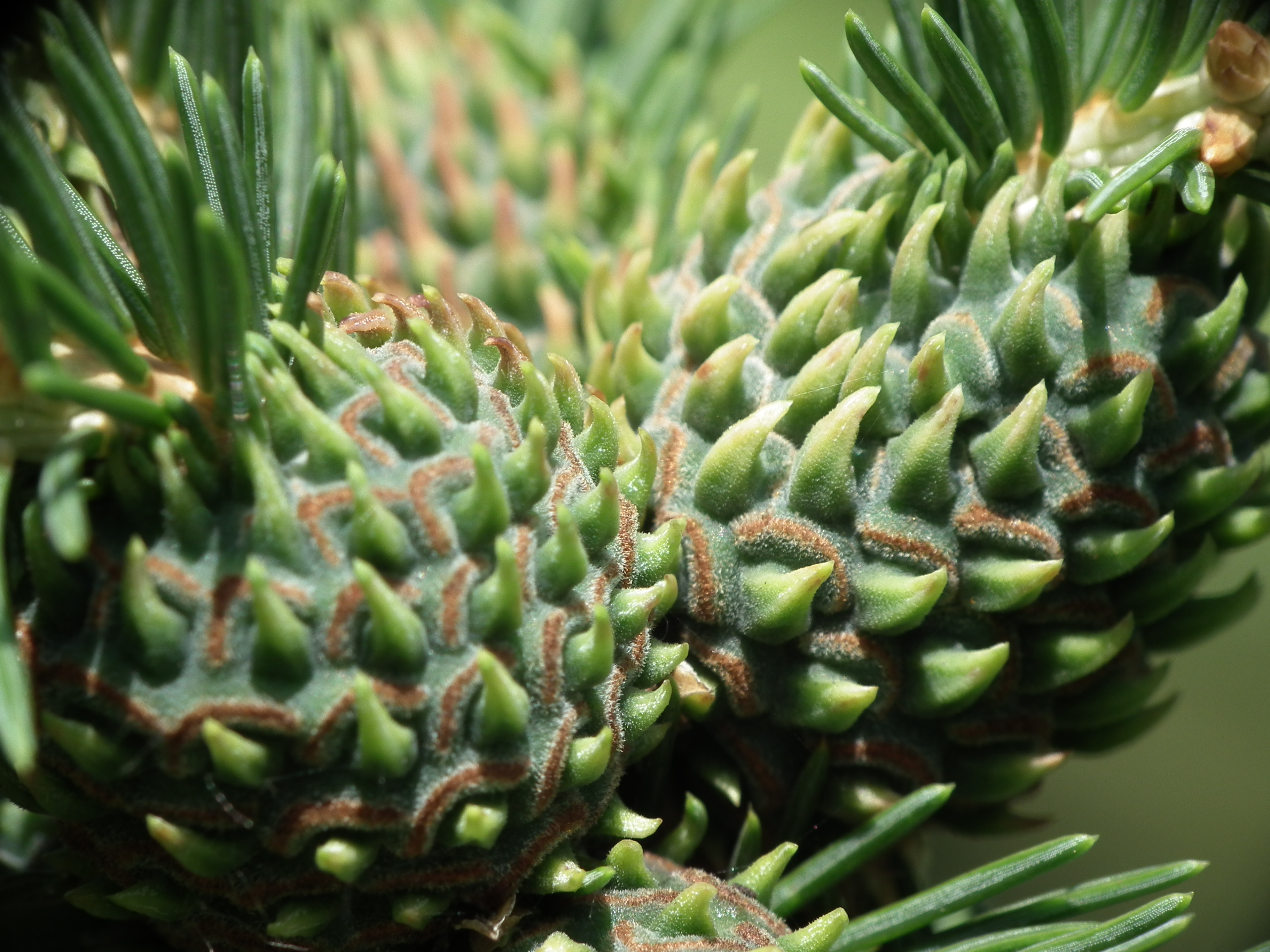